# Callosciurus inornatus
Callosciurus inornatus är en däggdjursart som först beskrevs av Gray 1867.  Callosciurus inornatus ingår i släktet praktekorrar och familjen ekorrar. IUCN kategoriserar arten globalt som livskraftig. Inga underarter finns listade.

## Beskrivning
En liten praktekorre med olivbrunspräcklig ovansida och randiga, agoutifärgade hår, ibland med en rödaktig ton. Buksidan är enfärgat, ljust violettgrå, och hakan blågrå. Längs ryggen har den mörka och ljusa ränder. Svansen har ofta en svart spets. Kroppslängden är 22 till 29 cm, ej inräknat den 18 till 21 cm långa svansen.

## Utbredning
Denna praktekorre förekommer i södra delen av den kinesiska provinsen Yunnan, Laos och Vietnam.

## Ekologi
Habitaten utgörs av både fuktiga och torra, städsegröna skogar, människopåverkad skog (nyplanteringar, kulturskog) och buskartad skog. Arten är dagaktiv och vistas främst i trädkronorna.